# Roman Hauk
Roman Hauk (* 15. April 1999 in Bretten) ist ein deutscher Fußballspieler.

## Karriere
Nach seinen Anfängen in der Jugend des FC Neibsheim wechselte er im Sommer 2011 in die Jugendabteilung des SV Sandhausen. Dort kam er auch zu seinen ersten Einsätzen im Seniorenbereich in der fünftklassigen Oberliga Baden-Württemberg bei der Zweitvertretung seines Vereins. Am 21. Juni 2020, dem 33. Spieltag, kam er auch zu seinem ersten Einsatz im Profibereich, als er bei der 0:1-Heimniederlage gegen Dynamo Dresden in der 55. Spielminute für Gerrit Nauber eingewechselt wurde.
Im Sommer 2020 erfolgte sein Wechsel zum Regionalligisten FC-Astoria Walldorf.